# Cyclocardia
Genre
Synonymes
- Cyclocardita
- Cardita (Cyclocardia)
- Venericardia (Cyclocardia)

Cyclocardia est un genre de mollusques bivalves de la famille des Carditidae.

## Espèces
Selon World Register of Marine Species (24 octobre 2019):
- Cyclocardia astartoides (Martens, 1878)
- Cyclocardia awamoensis (G. F. Harris, 1897) †
- Cyclocardia bailyi (J. Q. Burch, 1944)
- Cyclocardia barbarensis (Stearns, 1890)
- Cyclocardia beebei (Hertlein, 1958)
- Cyclocardia borealis (Conrad, 1832)
- Cyclocardia christiei (Marwick, 1929) †
- Cyclocardia compressa (Reeve, 1843)
- Cyclocardia congelascens (Melvill & Standen, 1912)
- Cyclocardia crassidens (Broderip & G. B. Sowerby I, 1829)
- Cyclocardia crebricostata (A. Krause, 1885)
- Cyclocardia gouldii (Dall, 1903)
- Cyclocardia granulata (Say, 1824) †
- Cyclocardia incisa (Dall, 1903)
- Cyclocardia isaotakii (Tiba, 1972)
- Cyclocardia magna Quilty, Darragh, Gallagher & Harding, 2016 †
- Cyclocardia marama (P. A. Maxwell, 1969) †
- Cyclocardia moniliata (Dall, 1903)
- Cyclocardia moniligena Hickman, 2015 †
- Cyclocardia nipponensis M. Huber, 2010
- Cyclocardia novangliae (E. S. Morse, 1869)
- Cyclocardia ovata (Riabinina, 1952)
- Cyclocardia pseutella (Marwick, 1929) †
- Cyclocardia ripensis Popov & Scarlato, 1980
- Cyclocardia rjabininae (Scarlato, 1955)
- Cyclocardia spurca (G. B. Sowerby I, 1833)
- Cyclocardia thouarsii (d'Orbigny, 1845)
- Cyclocardia umnaka (Willett, 1932)
- Cyclocardia velutina (E. A. Smith, 1881)
- Cyclocardia ventricosa (Gould, 1850)

Selon Paleobiology Database (24 octobre 2019), il y a trois sous-genres, et 27 espèces non classées:
- Cyclocardia (Arcturellina) Chavan, 1951
  - Cyclocardia (Arcturellina) davidsoni
  - Cyclocardia (Arcturellina) elegans
  - Cyclocardia (Arcturellina) pulchra
  - Cyclocardia (Arcturellina) sulcata
- Cyclocardia (Cyclocardia) Conrad, 1867
  - Cyclocardia (Cyclocardia) bailyi
  - Cyclocardia (Cyclocardia) barbarensis
  - Cyclocardia (Cyclocardia) californica
  - Cyclocardia (Cyclocardia) crassidens
  - Cyclocardia (Cyclocardia) crebricostata
  - Cyclocardia (Cyclocardia) hannibali
  - Cyclocardia (Cyclocardia) kirkerensis
  - Cyclocardia (Cyclocardia) montereyana
  - Cyclocardia (Cyclocardia) occidentalis
- Cyclocardia (Vimentum) Iredale, 1925
  - Vimentum calva
- Cardita (Cyclocardia) steinkei
- Cyclocardia abesinaiensis
- Cyclocardia akagii
- Cyclocardia borealis
- Cyclocardia castrana
- Cyclocardia christiei
- Cyclocardia dodairensis
- Cyclocardia granulata
- Cyclocardia hannai
- Cyclocardia hannibali
- Cyclocardia kurilensis
- Cyclocardia mesembria
- Cyclocardia moniligena
- Cyclocardia novangliae
- Cyclocardia pseutella
- Cyclocardia spurca
- Cyclocardia subtenta
- Cyclocardia terryi
- Cyclocardia tokunagai
- Cyclocardia trentensis
- Cyclocardia velutinus
- Cyclocardia ventricosa
- Cyclocardia yoshidai
- Cyclocardia zuliana
- Venericardia (Cyclocardia) ferruginea
- Venericardia (Cyclocardia) harukii
- Venericardia (Cyclocardia) otatsumei
- Venericardia (Cyclocardia) yokoyamai